# Замок Данлог

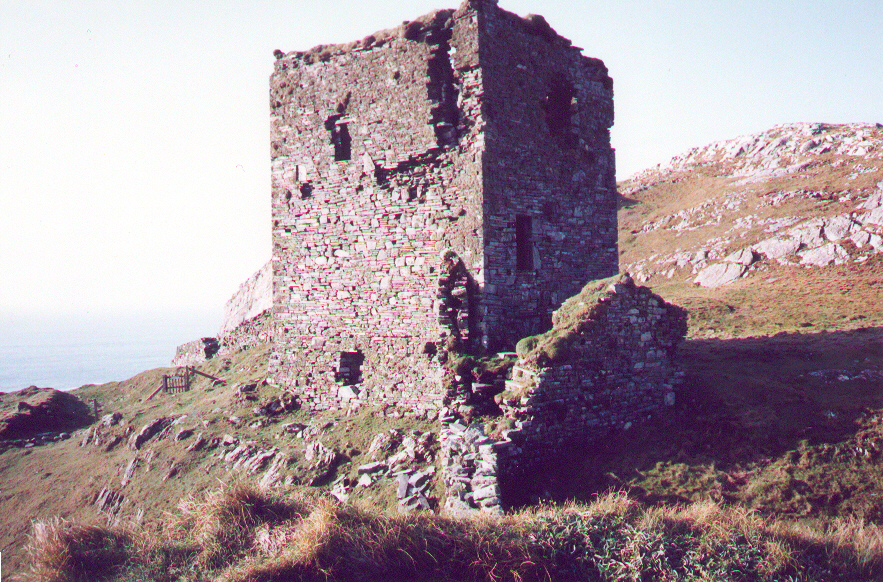
Західна вежа замку Дун Лох.

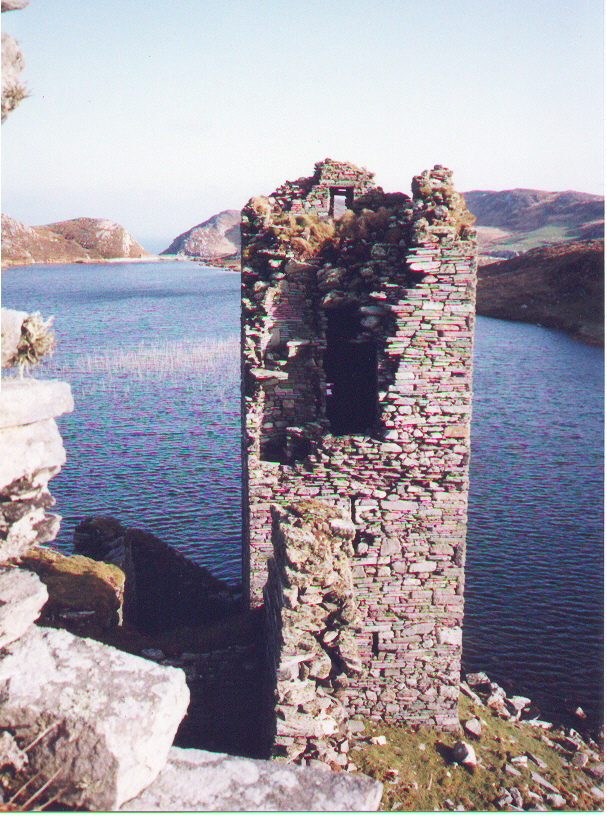
Східна вежа замку Дун Лох.

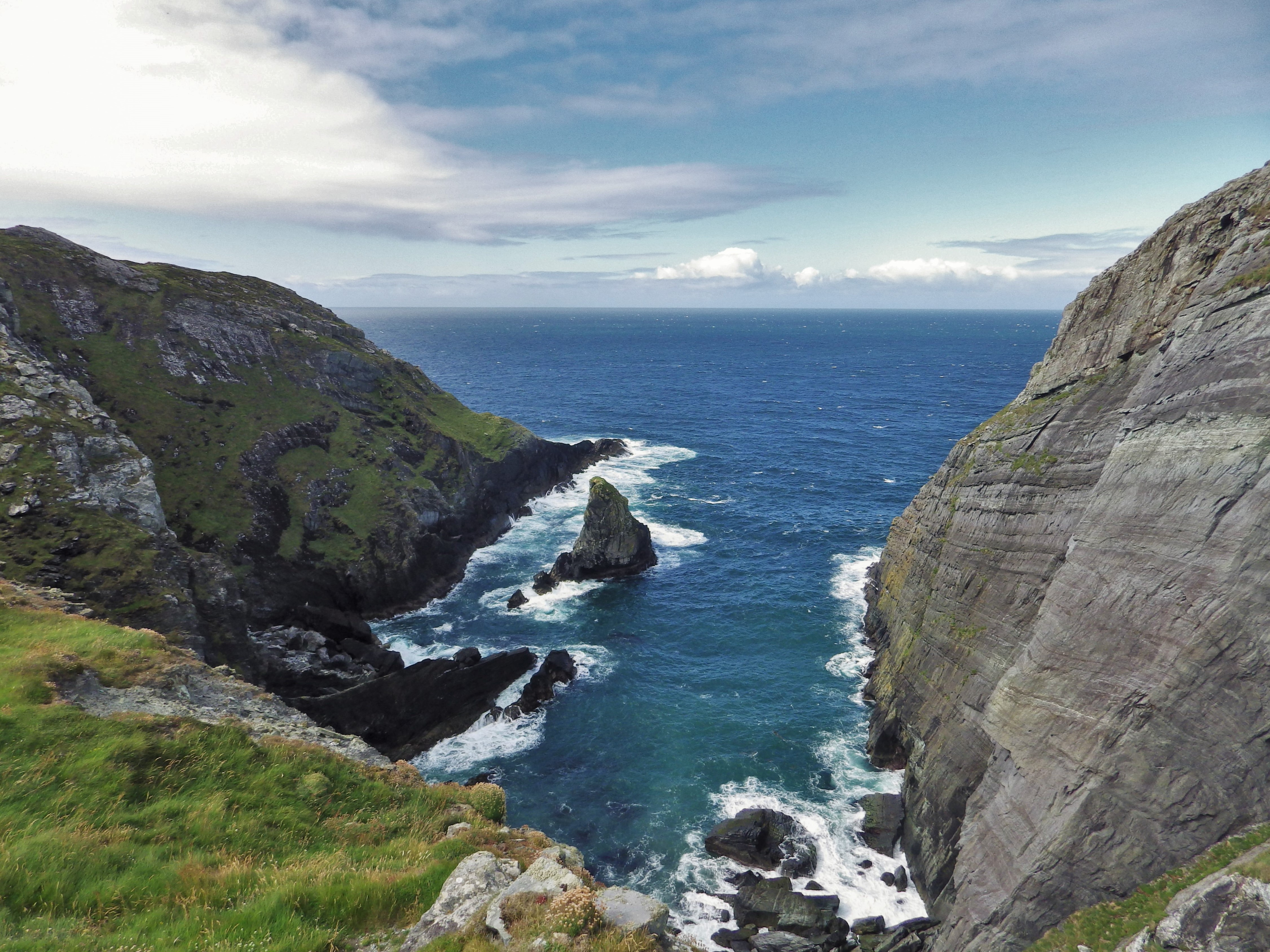
Гора «Голова Трьох Замків».

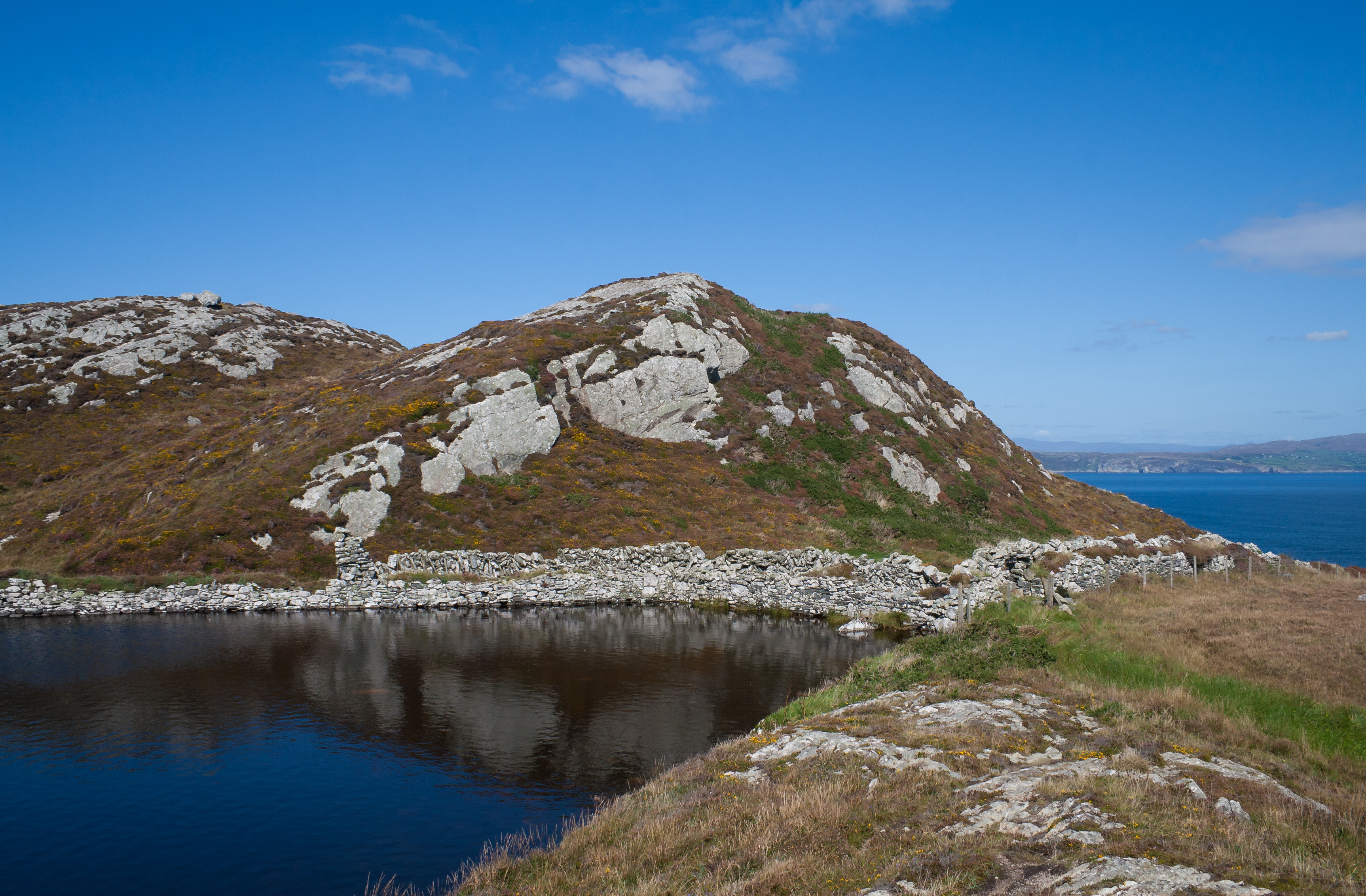
Східна стіна-гребля замку Дун Лох.

Замок Данлоу (англ. Dunlough Castle, ірл. Dun Lough) — замок Дун Лох, Замок Озера — один із замків Ірландії, розташований в графстві Корк. Замок стоїть на вершині скелі, що височіє на північній частині півострова Мізен (Карн Ві Нейд) на березі Атлантичного океану — крайня південно-західна точка Ірландії. Замок побудував ірландський ватажок Донаг О'Магоні в 1207 році. Замок побудований в норманському стилі — це найдавніший замок норманського типу на півдні Ірландії. Крім того, замок побудований методом «сухої кладки», що теж вирізняє його від інших замків Ірландії. Замок лежить в руїнах.

## Характеристика
Замок Дун Лох являє собою комплекс оборонних споруд, основою яких є три башти, що стоять на перешийку, що з'єднує півострів «Голова Трьох Замків» з сушею. Єдиний доступ до замку з півдня, через приватні ферми. Башти з'єднані спільною стіною, що тягнеться більше ніж на 100 футів від західних скель до берегів озера (очевидно, штучного). Стіна частково зруйнована, місцями вона зберіглася до висоти 15 футів. На східному березі озера стіна, що виконує функцію греблі і перешкоджає відтоку води з озера. Пройти навколо східного берега важко — замок і стіни блокують прохід. Є невелика стежина між західними руїнами та скелями на висоті 400 футів — можна пройти до башт та скель. Все це робить замок практично неприступним. Невідомо, чи дамок Дун Лох зазнавав хоч одного нападу за всю свою історію.

## Історія замку Дун Лох
У 1169 році Ірландія зазнала англо-норманського завоювання. Ірландський клан О'Магоні хоч і перебував на той час в занепаді, але лишався могутньою гілкою клану Еогнахта Райхлінд, що контролював територію від Корк-Сіті до Мізен-Гед. Проте сила цього клану була меншою, аніж сила клану Мак Карті. Англо-норманські феодали продовжували захоплювати все нові території в Ірландії. Їм досить успішно протистояли ірландські клани Мак Карті, О'Браєн та О'Магоні на південному заході Ірландії.
У 1177 році король Англії Генріх ІІ віддав «королівство Корк» феодалам валійсько-норманського походження Роберту Фіц-Стефану та Міло де Когану. Міло де Коган отримав землі західного Корка і почав витісняти ірландські клани до берегів Атлантичного океану. Вождем клану О'Магоні тоді був Донах, якого називали «Донах Переселенець». Він оселився в найбільш неприступному місці — на кінці півострова Мізен (Карн Ві Нейд).

## Особливості архітектури
Замок Дун Лох має низку оригінальних особливостей: суха кладка, наявність трьох веж з різними типами конструкції. Кожна вежа триповерхова, квадратна при основі. Вежі не мають додаткових прибудов. Біля східної вежі були ворота, але вони не збереглися. Західна вежа найбільша, очевидно, була резиденцією більшості мешканців замку. Центральна вежа підсилювала оборону стін. Східна вежа мала гвинтові сходи, західна вежа мала лінійні сходи, центральна вежа мала обидва типи сходів. Гвинтові сходи нині частково оголені в результаті руйнування зовнішніх стін.